# Baryzentrum
Mit Baryzentrum (von altgriechisch βαρύς barýs, deutsch ‚schwer von Gewicht, lastend‘) oder Schwerezentrum bezeichnet man in der Himmelsmechanik den gewichteten Schwerpunkt (genauer Massenmittelpunkt) mehrerer (Punkt-)Massen, in dem nach dem Schwerpunktsatz die Trägheitskraft „angreift“. In der Himmelsmechanik sind die Gewichtungsfaktoren der Punkte ihre Massen bzw. im Fall kontinuierlicher Massenverteilung ihre Dichten.
In einem homogenen äußeren Gravitationsfeld ist das Baryzentrum auch das Gravizentrum, d. h. der mittlere Angriffspunkt der auf die Punkte wirkenden äußeren Kräfte. Im inhomogenen Feld sind Baryzentrum und Gravizentrum nicht mehr identisch, in diesem Fall kann ein Drehmoment entstehen.
Das gemeinsame Gravitationsfeld kugelsymmetrischer Massenverteilungen wirkt so, als wäre die ganze Masse im Baryzentrum konzentriert, siehe Newtonsches Schalentheorem oder Birkhoff-Theorem. Für andere Massenverteilungen wie die folgenden Mehrkörpersysteme gilt das nur in großer Entfernung näherungsweise.

## Baryzentrum im Zweikörpersystem

Zwei Körper kreisen um ihren gemeinsamen Schwerpunkt.

Aufgrund der Linearität der Mittelwertbildung darf man das Baryzentrum mehrerer Körper als das mit ihrer Masse gewichtete Mittel ihrer jeweiligen Baryzentren berechnen. Für ein System aus zwei kugelsymmetrischen Körpern ergibt sich, dass das gemeinsame Baryzentrum auf der Verbindungslinie der Kugelmittelpunkte liegt, mit folgendem Abstand vom Mittelpunkt 1:
{\displaystyle r_{1}=r_{\mathrm {tot} }{\frac {m_{2}}{m_{1}+m_{2}}}}
Die Variablen sind:
{\displaystyle r_{1}} – die Entfernung des Baryzentrums vom Mittelpunkt des Körpers 1
{\displaystyle r_{\mathrm {tot} }} – die Entfernung der beiden Körpermittelpunkte voneinander
{\displaystyle m_{1}} und {\displaystyle m_{2}} – die Massen der beiden Körper.

## Beispiele

### Erde und Mond
Für Erde und Mond liegt das Baryzentrum knapp innerhalb der Erde, siehe Erde-Mond-Schwerpunkt.

### Pluto und Charon

Bahnen im Plutosystem

Das Baryzentrum des Pluto-Charon-Systems liegt durch das relativ kleine Massenverhältnis von ca. 8:1 ca. 1200 km über Plutos Oberfläche. Dieses wird von Charon und von Pluto umkreist.

### Sonnensystem
Die Lage des Baryzentrums des Sonnensystems hängt vor allem von der Stellung der beiden Riesenplaneten Jupiter und Saturn ab. Deren Massen entsprechen rund einem Tausendstel und rund einem Dreitausendstel der Masse der Sonne (Sonnenmasse), sodass sie die Lage des Massenmittelpunktes des Sonnensystems entsprechend ihrer nach diesen Verhältnissen gewichteten Bahnabstände beeinflussen. Meistens liegt das Baryzentrum innerhalb der Sonne (Sonnenradius rund 696.000 km), gelegentlich auch außerhalb. Bei einer Großen Konjunktion kann es bis zu 2,098 Sonnenradien vom Sonnenmittelpunkt entfernt sein.
Das Baryzentrum des Sonnensystems stellt den geometrischen Ursprung des  baryzentrischen ekliptikalen Koordinatensystems dar. Es ist auch der Ort, für den eine virtuelle Atomuhr die barymetrische Atomzeit TAB definiert (siehe auch gravitative Zeitdilatation).

## Baryzentrische Koordinaten
In einem homogenen Gravitationsfeld oder ohne äußere Kräfte gilt: Ein nicht rotierendes Bezugssystem, in dem das Baryzentrum ruht, ist ein Inertialsystem, also besonders geeignet für die Beschreibung der Dynamik des Systems, siehe Baryzentrische Koordinaten. So wird in vielen Erdmodellen, z. B. WGS 84, das Baryzentrum der Erde als Nullpunkt der Koordinaten gewählt.